# SF西遊記スタージンガー
『SF西遊記スタージンガー』（エスエフさいゆうき スタージンガー）は、1978年4月2日から1979年6月24日までフジテレビ系列局で放送されていた松本零士原作のテレビアニメである。その後も1979年7月1日から同年8月26日まで『SF西遊記 スタージンガーII』（エスエフさいゆうき スタージンガーツー）と題して放送されていた。いずれも東映動画と旭通信社の共同製作。全73話。放送時間は毎週日曜 19:00 - 19:30 （日本標準時）。

## 概要
『西遊記』を基にした石川英輔による小説『SF西遊記』を原案とするSFアニメ。孫悟空の緊箍児の輪といった、原典に基づくギミックも細部に取り入れられている。富田祐弘のアニメ脚本家としてのデビュー作でもある。
本作は、1970年代後半の『宇宙戦艦ヤマト』に始まる松本零士ブームの最中に製作された。前番組『惑星ロボ ダンガードA』から引き続き松本がアニメ用の設定を描き下ろしたが、コミカライズに関しては松本自身は行なわず、桜多吾作が『テレビランド』で、池原しげとが『冒険王』で漫画版の連載を担当した。また、それまでフジテレビの日曜19:00枠では『マジンガーZ』→『グレートマジンガー』→『UFOロボ グレンダイザー』→『惑星ロボ ダンガードA』と巨大ロボットアニメが続いていたが、本作で等身大のヒーローが活躍する路線へと転換された。とはいえ、原典の孫悟空が巨大化できるという設定があるからなのか、『SF西遊記スタージンガーII』への改題とともに主人公クーゴが巨大化して戦う設定が追加された。
その他の本作ならではの特徴として、ダイエーがスポンサーに付き、衣料などの関連商品の独占販売をしたことが挙げられる。
この時期には、フジテレビ以外の局でも同じく『西遊記』をモチーフにした作品群が放送されており、日本テレビではドラマ『西遊記』が、TBSではザ・ドリフターズによる人形劇『飛べ!孫悟空』が放送されている。
動画配信サイト（東映アニメーションミュージアムチャンネル、ビデオマーケットなど）の再配信、映像ソフト（ベストフィールドなど）の販売は既に行われており、衛星波の再放送も2022年3月3日より東映チャンネルで19:00 - 20:00に2話まとめて再放送されている。

## ストーリー
銀河系宇宙は乱れていた。銀河系宇宙の中心である大王星から放射されるギャラクシーエナジーが弱まったため、宇宙の様々な星で天変地異が起こり、本来は善良な宇宙生物までもがスペース・モンスターとして凶暴化し、暴れまわっていた。
事態の進展を止めるには、太陽系の惑星（地球）に住むオーロラ姫の力が必要だった。そこでオーロラ姫は銀河系の暴れん坊であるサイボーグ、ジャン・クーゴとドン・ハッカ、サー・ジョーゴを3騎士として従え、宇宙の平和を取り戻すため、スペース・モンスターや凶悪異星人と戦いつつ天竺（＝大王星）を目指す旅を続ける。

## 登場人物

### オーロラ姫一行とその支援者
ジャン・クーゴ（＝孫悟空）
声 - 石丸博也（次回予告ナレーションも兼任）
本作の主人公。地球出身。孤児という境遇から抜け出したいがために、自らサイボーグになる事を志願する。就職先では一所懸命に働いたが、成り上がり者であることを嘲笑された怒りから「太陽系一の暴れん坊」になった。だが、精鋭軍さえも壊滅に追い込んだほどの暴れっぷりに怒ったキティ博士によって月に封じ込められる。その高い能力をキティ博士に見出されたが、「女の護衛など御免だ」と反旗を翻す。後に捕縛されるが、オーロラ姫の大王星への道中の護衛を条件に解放された。性格は短気で粗暴だが、モンスター世界の現実をよく認識している。よって、善意を疑わないオーロラとよく衝突していた。
武器はエネルギー・ポリマーの柱を棒に変化させたアストロボー（＝如意棒）。そこから打ちだされる「パライザー・ビーム」、「アストロ・ザンダー」は凄まじい威力の破壊光線である。他にもアストロ棒を駆使した切断技で「アイアン・キッター」がある。分身能力もあり、身代わりを立てることも可能。後に激戦を経て巨大化も可能になる。
ドン・ハッカ（＝猪八戒）
声 - 富田耕生
泥の惑星を根城にしていたサイボーグ。オーロラ姫に一目惚れして同行することになる。明るくのんびり屋で、食欲が人一倍旺盛。
怪力自慢で、武器は腹部から取り出した分銅「ハッカ・チェーン」。他にシールドを装備し、足指からはミサイルを発射できる。
サー・ジョーゴ（＝沙悟浄）
声 - 富山敬
水の惑星の主であるサイボーグ。こちらも成り行きからオーロラ一行に加わる。孤高に見えるキザで自信家だが、周囲に気を配る優しい戦士。
直情的なクーゴ、ハッカとは違い、優れた洞察力で頭脳的な作戦を得意とする。そのため、オーロラ姫からの信望も厚い。戦闘力はクーゴに劣るものの、知恵により相手の武器を封じることも多く、活躍度も高い。電卓型のコンピュータを所持している。レーザー銃である「テレポー・ガン」が武器。他に、両肩にミサイル「ショルダー・ニードル」を装備している。
オーロラ姫（＝玄奘三蔵法師）
声 - 杉山佳寿子
故郷の星・月をスペース・モンスターに破壊され、地球に亡命してキティ博士に養育された月の王女。大王星のギャラクシーエネルギーを担う女王が年老いて力を失ったため、その後継者に選ばれたのが彼女である。上記の3人からは「姫」と呼ばれて慕われているが、クーゴとは思想の相違から衝突を繰り返す（特に序盤）。ギャラクシーエネルギー回復のためにクーゴ達とともに大王星に向かう。
バトルスーツはミニスカートだが、『II』ではレオタード状に変わる。
キティ博士（＝釈迦如来）
声 - 増山江威子
ギャラクシーエネルギーの権威で、オーロラ姫の養母でもある。クィーンコスモス号を与え、オーロラ達を大王星に向かわせる。クーゴを月に封じ込めた張本人。
ドッジ助教授
声 - 八奈見乗児
キティ博士の助手で、クーゴをサイボーグに改造した人物でもある。クーゴによく説教をするが、当人からは聞き流されている。クーゴに「ドジ」と叫ばれると、「ドジじゃない!! ドッジじゃ!!」と言い返すのがお約束的やり取り。

### スペースモンスター一味
ギンギンマン（＝銀角大王）
声 - 緒方賢一
前半の悪玉。モンスターの黒幕として、オーロラ一行を妨害した。基地をクーゴに破壊され、兄・キンキンマンと合流。ヘリコプター型の巨大メカ「ギンダー」を操り、クーゴ達に挑む。合体不能後も奮起してクーゴに挑むが、単体ではクーゴの敵ではなく、アストロ棒であえなく倒された。
キンキンマン（＝金角大王）
声 - 野田圭一 → 加藤治
ギンギンマンの兄。巨大メカ「キンダー」を操る。弟・ギンギンマンが操る「ギンダー」と合体すれば無敵のロボット「キンギンダー」になるが、ジョーゴによって合体装置を破壊される。弟を制止するも聞き入れられず、一人逃げ帰ることになる。
キングギューマ（＝牛魔王）
声 - 田中崇（現・銀河万丈）
銀河系宇宙の大王を名乗る。最大の難関・ギララ星系を制圧する後半の悪玉。ギューマ戦闘空母艦隊からなるギューマ軍団を配下に持つ。クーゴ達の最大の敵であったが、妻・ラセツの謀反に討たれる。
クイーンラセツ（＝羅刹女）
声 - 山口奈々 → 中谷ゆみ
キングギューマの妻。ギューマ軍団別働隊として、ラセツ軍団を自前に組織している。キングギューマの前では従順な振りをしているが、オーロラ姫を拉致しギャラクシーエネルギーを独占しようと目論んでいる。その野心は夫であるキングギューマをも葬った。
ベラミス
声 - 小原乃梨子
故郷ガリウス星を守るためにサイボーグとなった戦士。元は一匹狼だったが、クイーン・ラセツに母の面影を見てラセツ軍団の士官となってオーロラ一行を苦しめる。しかし、正々堂々の戦いを重んじ、ギューマ・ラセツ軍の作戦に反発することも多かった。ギューマ、ラセツの死後、元の一匹狼に戻り、悪の王国を滅ぼすためプリンスガイマの軍団と戦う。クーゴのライバルでもある。実は女性である。
プリンスガイマ（＝紅孩児）
声 - 野田圭一
『西遊記』の原作通り、キングギューマ（牛魔王）とクイーンラセツ（羅刹女）の息子。キングギューマとクィーンラセツの死後に遠征から帰還し、ギューマ軍団の生き残りを指揮してオーロラ一行を父の仇と追う。ベラミスと戦い、マシンごと火山に封じ込める。旗艦を失い、クーゴと差しの勝負を挑むが、生きていたベラミスが駆け付けて2対1の不利な状況となる。最期は噴火したマグマが体に当たりサイボーグ回路を破壊され、爆発して果てた。
キャプテン（クイーンラセツの副官）
声 - 間嶋里美
クイーンラセツの部下。宇宙船の操縦を担当する。
キャプテン（プリンスガイマの副官）
声 - 井上和彦
ギューマ軍団の生き残りで、ガイマの帰還後はガイマの副官となる。ガイマの旗艦が墜とされる際に、勝手に部下を脱出させようとしてガイマの怒りを買い処刑された。
ゴルゴアモンスター一族
オーロラ姫が大王星のギャラクシーエネルギーを復活させた後も、ゴルゴア星系で活動を続けている。
ゴルガ
声 - 田中崇（現・銀河万丈）
モンスター族の親玉である魔王。ゴルガの魔力でミュータントが生まれつづける。

## 登場メカ
スタークロー
クーゴの愛機。全長5メートル、重量730キロ、スピード500コスモノットのメカである。クローベルト（一種のワープ）で飛べば太陽から地球までわずか1秒。アストロボー（キティ研究所のエネルギーポリマー柱を一本失敬して改造して作り上げた物。如意棒に相当）を持つクーゴは空中戦が得意である。その他、フルオート司令コンピュータ、オーディオとビデオアンテナ、ビーム砲のクローバラスター、スペースレーダーなどを搭載している。クーゴが虚空に大声で呼ぶと飛来する。『西遊記』における金斗雲に相当。玩具には1号と表示された。
スターブード
ハッカの愛機。全長4.5メートル、重量950キロ、スピード100コスモノットのメカである。キャタピラ（ポピニカ版では6輪タイヤ）を収納しており、地上走行ができる。腕力の優れるハッカは陸での肉弾戦において大きな戦果を挙げる。ブードドリルがついているので土中戦においては威力を発揮する。その他、オーディオとビデオアンテナ、ブードバルカン砲、スペースレーダーなどを搭載している。ハッカの腹部がかつてのダイヤル式電話の様になっており（丸ごと外して盾にも出来る）、遠隔地からスターブードを呼び出すときにはこれを回して指令を出す。玩具には3号と表示された。
スターカッパー
ジョーゴの愛機。全長4.75メートル、重量1.1トン、スピード100コスモノットのメカである。ベリスコープ（潜望鏡用座席移動装置）が付いているため、水中戦において威力を発揮する。水の惑星警備隊のキャプテンでもあったジョーゴが最も得意とする武器は、百発百中の命中率のあるカッパーミサイル。その他、水中ソナー、スペースレーダー、オーディオとビデオアンテナ、ビデオスコープなどを搭載している。ジョーゴがいつも持ち歩いている電卓型ツールで呼び出す。玩具には2号と表示された。
クィーンコスモス号
オーロラ姫を大王星へ向かわせるためにキティ博士が作った宇宙船。全長67メートル、重量570トン、スピード50コスモノットのメカである。スペースレーダー、ビデオスコープ、スペースタイムレーダーも搭載しているため、スーパーワープ航法などが可能。無益な殺生をしない旅を目的としているため、武器を一切積んでいない、いわばクルーザー。スタークロー・スターブード・スターカッパーの3機を格納できる。
スペースシャーク号
プリンスガイマの旗艦。強力な三連装砲を持つ。最後は、内部に侵入したクーゴによって内部から破壊され墜落した。内部にロボット・ギドラを格納している。

## スタッフ
- 企画 - 春日東（旭通信社）、別所孝治（フジテレビ）、勝田稔男（東映動画）
- 原作 - 松本零士
- 監修 - 石川英輔
- 構成 - 田村多津夫
- 音楽 - 菊池俊輔
- キャラクターデザイン - 須田正己
- 美術デザイナー - 伊藤岩光
- チーフディレクター - 芹川有吾
- 製作担当 - 吉岡修、佐々木章 → 佐伯雅久
- 編集 - 田中修
- 録音 - 市川修、小久保正雄
- 音響効果 - 森賢一
- 選曲 - 宮下滋
- 現像 - 東映化学
- 製作 - 東映、旭通信社

## 主題歌

### オープニングテーマ
SF西遊記スタージンガー
「スタージンガーの歌」
作詞 - 伊藤アキラ / 作曲 - 菊池俊輔 / 編曲 - 青木望 / 歌 - ささきいさお、こおろぎ'73
第1話 - 第29話
「宇宙の戦士スタージンガー」
作詞 - 伊藤アキラ / 作曲・編曲 - 菊池俊輔 / 歌 - ささきいさお、神代ユースコーラス
第30話～第64話
SF西遊記スタージンガーII
「ぼくらのスタージンガー」
作詞 - 春日東 / 作曲・編曲 - 菊池俊輔 / 歌 - ささきいさお、コロムビアゆりかご会

### エンディングテーマ
SF西遊記スタージンガー
「姫のためなら」
作詞 - 伊藤アキラ / 作曲 - 菊池俊輔 / 編曲 - 青木望 / 歌 - こおろぎ'73、コロムビアゆりかご会
SF西遊記スタージンガーII
「星に願いを」
作詞 - 田村多津夫 / 作曲・編曲 - 菊池俊輔 / 歌 - 堀江美都子

### LPレコード
1978年10月に日本コロムビアから発売（型番：CS-7076）。各トラックともにミニ・ドラマ＋歌という構成になっており、ドラマ部分のセリフや効果音が歌のイントロに被っているものもある。
A面
「スタージンガーの歌」
「そいつは俺だジャンクーゴ」
作詞 - 早乙女達人 / 作曲・編曲 - 菊池俊輔 / 歌 - ささきいさお、コロムビアゆりかご会
「10万光年のマーチ」
作詞 - 伊藤アキラ / 作曲・編曲 - 菊池俊輔 / 歌 - 水木一郎、こおろぎ'73、コロムビアゆりかご会
「ペコポコポン」
作詞 - 伊藤アキラ / 作曲・編曲 - 菊池俊輔 / 歌 - さとまさのり、矢萩知佳、こおろぎ'73、コロムビアゆりかご会
「ぼくらのスタージンガー」
B面
「宇宙の戦士スタージンガー」
「星の子守唄」
作詞 - 早乙女達人 / 作曲・編曲 - 菊池俊輔 / 歌 - 増山江威子
「明日に飛べ」
作詞 - 田村多津夫 / 作曲・編曲 - 菊池俊輔 / 歌 - ささきいさお
「星に願いを」
「姫のためなら」

## 放送リスト
| 話                       | 初回放送日             | サブタイトル              | 脚本                   | 演出                         | 作画監督               | 美術                   |
| SF西遊記スタージンガー   | SF西遊記スタージンガー | SF西遊記スタージンガー    | SF西遊記スタージンガー | SF西遊記スタージンガー       | SF西遊記スタージンガー | SF西遊記スタージンガー |
| ------------------------ | ---------------------- | ------------------------- | ---------------------- | ---------------------------- | ---------------------- | ---------------------- |
| 1                        | 1978年 4月2日          | 飛べ!オーロラ姫           | 田村多津夫             | 芹川有吾                     | 須田正己               | 伊藤岩光               |
| 2                        | 4月9日                 | 宇宙で一番の暴れん坊      | 田村多津夫             | 森下孝三                     | 白鳥剣                 | 内川文広               |
| 3                        | 4月16日                | おれも男だ!姫のため       | 田村多津夫             | 福島和美                     | 鈴木康彦               | 伊藤岩光 明石貞一      |
| 4                        | 4月23日                | 夢を求める冒険野郎!!      | 富田祐弘               | 大谷恒清                     | 衣政吉                 | 伊藤岩光 海老沢一男    |
| 5                        | 4月30日                | 胸に輝け!友情の星         | 馬嶋満                 | 富田義治 新田義方            | 神宮さとし             | 内川文広               |
| 6                        | 5月7日                 | 強い味方のアストロ棒！    | 田村多津夫             | 川田武範                     | 小泉謙三               | 伊藤岩光 松本健治      |
| 7                        | 5月14日                | 男ハッカの大活躍          | 馬嶋満                 | 新田義方                     | 谷口守泰               | 内川文広 明石貞一      |
| 8                        | 5月21日                | 悪夢のバリバリゾーン      | 富田祐弘               | 芹川有吾 大谷恒清            | 須田正己               | 伊藤岩光 海老沢一男    |
| 9                        | 5月28日                | まぼろしの星は消えた      | 田村多津夫             | 山吉康夫                     | 白鳥剣                 | 伊藤岩光               |
| 10                       | 6月4日                 | 希望という名の星          | 田村多津夫             | 川田武範                     | 衣政吉                 | 内川文広               |
| 11                       | 6月11日                | 地球へ急げ!スタークロー   | 富田祐弘               | 福島和美 大谷恒清            | 鈴木康彦               | 伊藤岩光 海老沢一男    |
| 12                       | 6月18日                | 死ぬなよ!オーロラ姫       | 馬嶋満                 | 案納正美 大谷恒清            | 神宮さとし             | 内川文広               |
| 13                       | 6月25日                | 青星・黄星・なみだ星      | 田村多津夫             | 森下孝三                     | 小泉謙三               | 内川文広               |
| 14                       | 7月2日                 | 要さい惑星ギンギラ!       | 富田祐弘               | 新田義方                     | 鈴木康彦               | 伊藤岩光               |
| 15                       | 7月9日                 | ブラックホール危機一髪!!  | 馬嶋満                 | 福島和美 大谷恒清            | 衣政吉                 | 伊藤岩光               |
| 16                       | 7月16日                | 宇宙に散った花一輪        | 田村多津夫             | 芹川有吾                     | 須田正己               | 内川文広               |
| 17                       | 7月23日                | 青い海に黒い影            | 富田祐弘               | 山吉康夫                     | 谷口守泰               | 伊藤岩光               |
| 18                       | 7月30日                | 涙もハートもあったかい    | 馬嶋満                 | 森下孝三 宮崎一哉            | 神宮さとし             | 伊藤岩光               |
| 19                       | 8月6日                 | さらば!ジョーゴよ         | 富田祐弘               | 新田義方                     | 白鳥剣                 | 内川文広               |
| 20                       | 8月13日                | 小さな星にも太陽が!       | 田村多津夫             | 大谷恒清 宮崎一哉            | 衣政吉                 | 内川文広               |
| 21                       | 8月20日                | 敬礼!泥んこの英雄         | 馬嶋満                 | 蕪木登喜司                   | 鈴木康彦               | 伊藤岩光 海老沢一男    |
| 22                       | 8月27日                | 涙よ!流れ星となれ         | 田村多津夫             | 森下孝三                     | 菊池城二               | 伊藤岩光               |
| 23                       | 9月3日                 | 愛よ!銀河の彼方まで       | 田村多津夫             | 芹川有吾                     | 須田正己               | 伊藤岩光 原田謙一      |
| 24                       | 9月10日                | ウソつき星人は誰だ!?      | 田村多津夫             | 広川和之 蕪木登喜司          | 衣政吉                 | 伊藤岩光               |
| 25                       | 9月17日                | よみがえったギンギンマン  | 馬嶋満                 | 蕪木登喜司                   | 神宮さとし             | 伊藤岩光               |
| 26                       | 9月24日                | 大勝負!憎むべき敵         | 田村多津夫             | 新田義方                     | 白鳥剣                 | 伊藤岩光 松本健治      |
| 27                       | 10月1日                | 出撃!キンキンマン軍団     | 田村多津夫             | 案納正美 蕪木登喜司 宮崎一哉 | 衣政吉                 | 内川文広               |
| 28                       | 10月8日                | 突進!クイーン・コスモス号 | 富田祐弘               | 蕪木登喜司                   | 鈴木康彦               | 伊藤岩光 坂本信人      |
| 29                       | 10月15日               | 大爆発!ゴルスター         | 田村多津夫             | 新田義方                     | 上村栄司               | 伊藤岩光 原田謙一      |
| 30                       | 10月22日               | 地獄星を脱出せよ!         | 富田祐弘               | 宮崎一哉 蕪木登喜司          | 神宮さとし             | 内川文広               |
| 31                       | 10月29日               | レンファ星基地の反乱!     | 田村多津夫             | 芹川有吾                     | 須田正己               | 伊藤岩光 海老沢一男    |
| 32                       | 11月5日                | わが子よ!モンスターの愛   | 田村多津夫             | 蕪木登喜司                   | 鈴木康彦               | 伊藤岩光 松本健治      |
| 33                       | 11月12日               | 出現!宇宙の帝王           | 田村多津夫             | 蕪木登喜司 宮崎一哉          | 衣政吉                 | 内川文広               |
| 34                       | 11月19日               | 呪われたガラスの星        | 富田祐弘               | 新田義方                     | 白鳥剣                 | 伊藤岩光 松本健治      |
| 35                       | 11月26日               | 狂暴モンスターのこころ    | 富田祐弘               | 宮崎一哉 森下孝三            | 神宮さとし             | 内川文広               |
| 36                       | 12月3日                | 星をなくしたあいつ!       | 田村多津夫             | 芹川有吾                     | 鈴木康彦               | 内川文広 海老沢一男    |
| 37                       | 12月10日               | 宇宙の美しき狼            | 田村多津夫             | 新田義方                     | 上村栄司               | 内川文広               |
| 38                       | 12月17日               | 故郷の星に吠えろ!         | 富田祐弘               | 蕪木登喜司 宮崎一哉          | 神宮さとし             | 内川文広               |
| 39                       | 12月24日               | 美しき雪は永遠に          | 馬嶋満                 | 芹川有吾                     | 須田正己               | 内川文広 松本健治      |
| 40                       | 12月31日               | マグマの星に消えた姫!     | 田村多津夫             | 蕪木登喜司                   | 菊池城二               | 内川文広               |
| 41                       | 1979年 1月7日          | 大追跡!姫を救出せよ!      | 田村多津夫             | 新田義方 宮崎一哉            | 神宮さとし             | 伊藤岩光               |
| 42                       | 1月14日                | 黒い栄光に散った男        | 馬嶋満                 | 蕪木登喜司                   | 鈴木康彦               | 勝又激                 |
| 43                       | 1月21日                | 愛をこめて姫を撃て!       | 富田祐弘               | 蕪木登喜司 宮崎一哉          | 衣政吉                 | 伊藤岩光               |
| 44                       | 1月28日                | 赤い砂漠の誓い            | 田村多津夫             | 井内秀治                     | 白鳥剣                 | 笠原淳二               |
| 45                       | 2月4日                 | 戦場に響く子守歌          | 富田祐弘               | 蕪木登喜司                   | 菊池城二               | 山中広志               |
| 46                       | 2月11日                | 悲しき外人部隊            | 馬嶋満                 | 蕪木登喜司 宮崎一哉          | 沢田五郎               | 伊藤岩光               |
| 47                       | 2月18日                | 対決!サイボーグ戦士       | 田村多津夫             | 芹川有吾                     | 須田正己               | 伊藤岩光 松本健治      |
| 48                       | 2月25日                | キング・ギューマの出撃!   | 馬嶋満                 | 蕪木登喜司 福島和美          | 菊池城二               | 山中広志               |
| 49                       | 3月4日                 | クイーン・ラセツの陰謀    | 富田祐弘               | 宮崎一哉 津野二郎            | 衣政吉                 | 山中広志               |
| 50                       | 3月11日                | 魔王軍団最後の日          | 馬嶋満                 | 蕪木登喜司                   | 鈴木康彦               | 伊藤岩光 海老沢一男    |
| 51                       | 3月18日                | 戦え!愛の戦士たち         | 田村多津夫             | 蕪木登喜司 福島和美          | 菊池城二               | 山中広志               |
| 52                       | 3月25日                | 地獄から帰って来た男      | 田村多津夫             | 福島和美                     | 菊池城二               | 山中広志               |
| 53                       | 4月1日                 | 奇襲!黒い太陽             | 馬嶋満                 | 福島和美 笠井由勝            | 菊池城二               | 山中広志               |
| 54                       | 4月8日                 | 絶体絶命!オーロラ姫       | 馬嶋満                 | 蕪木登喜司                   | 鈴木康彦               | 伊藤岩光 海老沢一男    |
| 55                       | 4月15日                | ギララ星宇宙の決戦        | 馬嶋満                 | 福島和美                     | 菊池城二               | 山中広志               |
| 56                       | 4月22日                | 激闘!クーゴ対ガイマ       | 田村多津夫             | 福島和美 蕪木登喜司          | 菊池城二               | 山中広志               |
| 57                       | 5月6日                 | 幽霊モンスターの正体!     | 馬嶋満                 | 福島和美 芹川有吾            | 菊池城二               | 森田政春               |
| 58                       | 5月13日                | 幻の女王エドラ            | 田村多津夫             | 案納正美 宮崎一哉            | 衣政吉                 | 伊藤岩光               |
| 59                       | 5月20日                | 古代遊星の謎              | 馬嶋満                 | 蕪木登喜司                   | 鈴木康彦               | 伊藤岩光 海老沢一男    |
| 60                       | 5月27日                | 来るか!地球最後の日       | 馬嶋満                 | 芹川有吾 福島和美            | 菊池城二               | 森田政春               |
| 61                       | 6月3日                 | 突進!キティ研究所         | 田村多津夫             | 福島和美 案納正美            | 菊池城二               | 森田政春               |
| 62                       | 6月10日                | 海底惑星アテランテス!     | 馬嶋満                 | 蕪木登喜司                   | 鈴木康彦               | 森田政春               |
| 63                       | 6月17日                | 宇宙の嵐を越えて!         | 田村多津夫             | 福島和美                     | 菊池城二               | 森田政春               |
| 64                       | 6月24日                | 飛べ!大王星めざして       | 田村多津夫             | 蕪木登喜司                   | 須田正己               | 下川忠海               |
| SF西遊記スタージンガーII |                        |                           |                        |                              |                        |                        |
| 65                       | 7月1日                 | 大変身!ジャン・クーゴ     | 田村多津夫             | 落合正宗                     | 菊池城二               | 森田政春               |
| 66                       | 7月8日                 | 妖怪!闘えオーロラ姫       | 馬嶋満                 | 芹川有吾                     | 菊池城二               | 森田政春               |
| 67                       | 7月15日                | 無残!涙の奴隷星           | 田村多津夫             | 蕪木登喜司                   | 鈴木康彦               | 下川忠海               |
| 68                       | 7月22日                | 許せない小悪魔            | 馬嶋満                 | 落合正宗                     | 菊池城二               | 森田政春               |
| 69                       | 7月29日                | 愛の星は悲しみの星        | 田村多津夫             | 福島和美                     | 菊池城二               | 森田政春               |
| 70                       | 8月5日                 | クーゴ対偽クーゴ          | 馬嶋満                 | 蕪木登喜司                   | 菊池城二               | 森田政春               |
| 71                       | 8月12日                | 光れ!苦しみの涙           | 富田祐弘               | 落合正宗                     | 菊池城二               | 下川忠海               |
| 72                       | 8月19日                | 大決戦!魔王ゴルガ         | 田村多津夫             | 蕪木登喜司                   | 菊池城二               | 森田政春               |
| 73                       | 8月26日                | さらば姫!わが友よ         | 田村多津夫             | 芹川有吾                     | 菊池城二               | 森田政春               |

## 放送局
系列は放送当時のもの、放送時間は個別に出典が提示されているものを除き、1979年7月中旬 - 8月上旬時点のものとする。
| 放送地域                       | 放送局         | 放送系列                                     | 放送時間                                                    | 備考                                                                                            |
| ------------------------------ | -------------- | -------------------------------------------- | ----------------------------------------------------------- | ----------------------------------------------------------------------------------------------- |
| 関東広域圏                     | フジテレビ     | フジテレビ系列                               | 日曜 19:00 - 19:30                                          | 制作局                                                                                          |
| 北海道                         | 北海道文化放送 | フジテレビ系列                               | 日曜 19:00 - 19:30                                          |                                                                                                 |
| 宮城県                         | 仙台放送       | フジテレビ系列                               | 日曜 19:00 - 19:30                                          | [ 6 ]                                                                                           |
| 秋田県                         | 秋田テレビ     | フジテレビ系列                               | 日曜 19:00 - 19:30                                          |                                                                                                 |
| 富山県                         | 富山テレビ     | フジテレビ系列                               | 日曜 19:00 - 19:30                                          |                                                                                                 |
| 石川県                         | 石川テレビ     | フジテレビ系列                               | 日曜 19:00 - 19:30                                          |                                                                                                 |
| 福井県                         | 福井テレビ     | フジテレビ系列                               | 日曜 19:00 - 19:30                                          |                                                                                                 |
| 長野県                         | 長野放送       | フジテレビ系列                               | 日曜 19:00 - 19:30                                          |                                                                                                 |
| 静岡県                         | テレビ静岡     | フジテレビ系列                               | 日曜 19:00 - 19:30                                          |                                                                                                 |
| 中京広域圏                     | 東海テレビ     | フジテレビ系列                               | 日曜 19:00 - 19:30                                          |                                                                                                 |
| 近畿広域圏                     | 関西テレビ     | フジテレビ系列                               | 日曜 19:00 - 19:30                                          |                                                                                                 |
| 島根県 鳥取県                  | 山陰中央テレビ | フジテレビ系列                               | 日曜 19:00 - 19:30                                          |                                                                                                 |
| 岡山県 香川県（1979年4月以降） | テレビ岡山     | フジテレビ系列                               | 日曜 19:00 - 19:30                                          | 1979年4月の香川県への相互乗り入れ開始まではテレビ朝日系列とのクロスネットかつ岡山県のみでの放送 |
| 広島県                         | テレビ新広島   | フジテレビ系列                               | 日曜 19:00 - 19:30                                          |                                                                                                 |
| 愛媛県                         | 愛媛放送       | フジテレビ系列                               | 日曜 19:00 - 19:30                                          | 現・テレビ愛媛                                                                                  |
| 福岡県                         | テレビ西日本   | フジテレビ系列                               | 日曜 19:00 - 19:30                                          |                                                                                                 |
| 佐賀県                         | サガテレビ     | フジテレビ系列                               | 日曜 19:00 - 19:30                                          |                                                                                                 |
| 沖縄県                         | 沖縄テレビ     | フジテレビ系列                               | 日曜 19:00 - 19:30                                          |                                                                                                 |
| 山形県                         | 山形テレビ     | フジテレビ系列 テレビ朝日系列                | 日曜 19:00 - 19:30                                          |                                                                                                 |
| 青森県                         | 青森テレビ     | TBS系列                                      | 金曜 17:30 - 18:00                                          |                                                                                                 |
| 岩手県                         | テレビ岩手     | 日本テレビ系列 テレビ朝日系列                | 月曜 17:30 - 18:00                                          |                                                                                                 |
| 福島県                         | 福島テレビ     | TBS系列 フジテレビ系列                       | 日曜 18:00 - 18:30                                          |                                                                                                 |
| 新潟県                         | 新潟放送       | TBS系列                                      | 木曜 17:00 - 17:30（1978年） → 木曜 17:30 - 18:00（1979年） |                                                                                                 |
| 山梨県                         | 山梨放送       | 日本テレビ系列                               | 月曜 17:30 - 18:00                                          |                                                                                                 |
| 山口県                         | 山口放送       | 日本テレビ系列 テレビ朝日系列                | 水曜 17:15 - 17:45                                          |                                                                                                 |
| 徳島県                         | 四国放送       | 日本テレビ系列                               | 火曜 18:00 - 18:30                                          |                                                                                                 |
| 高知県                         | 高知放送       | 日本テレビ系列                               | 火曜 17:30 - 18:00                                          |                                                                                                 |
| 長崎県                         | テレビ長崎     | フジテレビ系列 日本テレビ系列                | 水曜 18:30 - 19:00                                          |                                                                                                 |
| 熊本県                         | テレビ熊本     | フジテレビ系列 日本テレビ系列 テレビ朝日系列 | 木曜 16:55 - 17:25                                          |                                                                                                 |
| 大分県                         | テレビ大分     | フジテレビ系列 日本テレビ系列 テレビ朝日系列 | 水曜 17:30 - 18:00                                          |                                                                                                 |
| 宮崎県                         | テレビ宮崎     | フジテレビ系列 日本テレビ系列 テレビ朝日系列 | 火曜 17:00 - 17:30                                          |                                                                                                 |
| 鹿児島県                       | 鹿児島テレビ   | フジテレビ系列 日本テレビ系列 テレビ朝日系列 | 水曜 17:45 - 18:15                                          |                                                                                                 |

## 劇場版
『東映まんがまつり』の1作品として上映。
SF西遊記スタージンガー
劇場用新作映画。1979年3月17日公開。
SF西遊記スタージンガー悪魔のバリバリゾーン
第8話のブローアップ。1979年7月21日公開。

## 補足
- 主演の石丸博也は、後にジャッキー・チェンの吹き替えを担当することになるが、本作でのクーゴのカンフーアクション的なセリフ（「アチョー」「ホアー」など）をジャッキー吹き替え時に随分活かしたと言う。
- 音楽は菊池俊輔が担当したため、『UFOロボ・グレンダイザー』『大空魔竜ガイキング』のBGMも一部流用されている。
- サー・ジョーゴが愛用する電卓型コンピュータの表示部には、数字だけでなく『長靴猫シリーズ』の主役の猫「ペロ」の顔が表示されることがある。他にもジョーゴ役の富山敬がデューク・フリード（宇門大介）役で主演を務めたグレンダイザーの顔が出てくる時もある。因みにグレンダイザー時は石丸博也が副主人公・兜甲児役で本作とは立場が入れ替わっており、ハッカ役の富田耕生はグレンダイザーでは敵幹部ガンダルと大介の知人・牧場団兵衛の二役であった。
- 本編中では、プリンスガイマはキングギューマの息子とは言っているが、クイーンラセツの息子とは言っていない。